# Харченко, Александр Петрович
Алекса́ндр Петро́вич Ха́рченко (6 апреля 1965, г. Николаев) — украинский живописец, фото- и видео-художник, автор инсталляций и перформансов. Член Национального союза фотохудожников Украины с 1999 года.

## Биография
В начале 1990-х работал в Москве, принимал активное участие в арт-группах «Фурманный переулок» (1989—1990 гг.) и «Трёхпрудный переулок» (1991—1993 гг.). В 1993 г., в рамках программы культурного обмена получил стипендию фонда Christoph Merian Stiftung в г. Базель, Швейцария, где пребывал до 1994 г. С 1997 г. сотрудничает с Арсеном Савадовым. Произведения художника находятся в частных коллекциях Украины, России, США и Европы.
Живет и работает в Киеве.

## Персональные выставки
- 1990 — «След зрителя в искусстве. Противостояние.». ЦДХ, Москва, Россия.
- 1992 — «След зрителя в искусстве. Красное и черное». Галерея «Трёхпрудный», Москва, Россия. [5]
- 1993 — «Офенмих». Базель, Швейцария.
- 1994 — «Попридержи язык искусства». Галерея «Бланк-Арт», Киев, Украина.
- 1995 — «Щит Европы». Галерея «Бланк-Арт», Киев, Украина.
- 1995 — «Еще. Игра. Все.». Галерея «Бланк-Арт», Киев, Украина.
- 1998 — «Deepinsider», (совместно с А. Савадовым). Галерея ЦСМ Сороса, Киев, Украина.

## Групповые выставки
- 1988 — «Республиканская выставка молодых художников». Дом художника, Киев, Украина.
- 1988 — «Всесоюзная выставка молодых художников». Манеж, Москва, Россия.
- 1989 — «Фурманный переулок». Варшава, Польша.
- 1990 — «Фурманный — новые работы». Фонд Культуры, Москва, Россия.
- 1990 — «Искусство и перестройка». Национальный музей, Мадрид, Испания.
- 1990 — «Спалах». Дом архитектора, Киев, Украина.
- 1990 — «Москва — Ленинград». Дворец молодежи, Москва, Россия.
- 1990 — «В поисках счастливого конца». Галерея Беляево, Москва, Россия.
- 1990 — «Новые фигурации». Одесса, Украина.
- 1990 — «Експлозия-90». Международный фестиваль современного искусства, Авиньон, Франция.
- 1991 — «Абаттоирс-91». Международный фестиваль современного искусства, Авиньон, Франция.
- 1991 — 2-й Международный фестиваль творческих групп «Абаттоирс −91», Марсель, Франция.
- 1991 — «Не фонтан». Галерея «Трёхпрудный», Москва, Россия. [6]
- 1991 — «Форма и содержание». Галерея «Трёхпрудный», Москва, Россия. [7]
- 1992 — «Вопросы искусства». «L- Галерея», Москва, Россия.
- 1992 — «Пейзаж». Галерея «А3», Москва, Россия.
- 1992 — «Вся Москва». Галерея «Трёхпрудный», Москва, Россия.
- 1992 — «За абстракционизм». Галерея «Трёхпрудный», Москва, Россия.
- 1992 — «Выяснение отношений с помощью оружия». Галерея «Трёхпрудный», Москва, Россия.
- 1993 — «Киево-Могилянская Академия». Старый корпус НУКМА, Киев, Украина.
- 1993 — «Безразличие». Базель, Швейцарія.
- 1994 — «Мыстецьки импресии». Галерея «Алипий», Культурный центр «Украинский Дом», Украина.
- 1994 — «Свободная Зона». Музей Изобразительных Искусств, Одесса, Украина.
- 1994 — «Алхимическая Капитуляция». ЦСМ Сороса-Киев, корабль «Славутич», Севастополь, Украина.
- 1994 — «Квэбэк-Киев». Галерея «Брама», Киев, Украина.
- 1994 — «Трансфото». Базель, Швейцария.
- 1995 — «Барбарос». Галерея Союза художников Украины, Киев, Украина.
- 1995 — «Черно-Белое». Галерея «Брама», Киев, Украина.
- 1995 — «Секретный ужин». Галерея «Бланк-Арт», Киев, Украина.
- 1995 — «Анализ крови». Галерея «Бланк-Арт», Киев, Украина.
- 1995 — «TOP SECRET». Галерея «Бланк-Арт», Киев, Украина.
- 1995 — «Герметичный лес». Галерея ЦСМ Сороса, Киев, Украина.
- 1996 — «Товарный фетишизм». Международный Арт-фестиваль, «Украинский Дом», Киев, Украина.
- 1996 — «Синтетическая реклама». Ателье «Карась», Киев, Украина.
- 1996 — «Second hand». Галерея «Бланк-Арт», Киев, Украина.
- 1997 — «Фотосинтез». Галерея Союза художников Украины, Киев, Украина.
- 1997 — «Парниковий афект». Галерея ЦСМ Сороса, Киев, Украина.
- 1998 — «Deepinsider». Галерея ЦСМ Сороса, Киев, Украина.
- 1998 — «Интермедиа». Галерея ЦСМ Сороса, Киев, Украина.
- 1998 — «Арт-Манеж‑98». Манеж, Москва, Россия.
- 1999 — «After the Wall». Музей современного искусства, Стокгольм, Швеция.
- 2003 — «Первая коллекция». Центральный дом художника, Киев, Украина.
- 2004 — «Прощай оружие». Мыстецький Арсенал, Киев, Украина.
- 2005 — 1-я Московская биеннале современного искусства, «Сообщники», Третьяковская Галерея, на Крымском Валу, Москва, Россия.
- 2009 — «Одеяло». Галерея «VF», Артстрелка, Москва, Россия.
- 2010 — «ART KYIV Contemporary 2010». Мыстецький Арсенал, Киев, Украина.
- 2012 — «ART KYIV Contemporary 2012». Мыстецький Арсенал, Киев, Украина.
- 2015 — «Искусство ради жизни». Мыстецький Арсенал, Киев, Украина.
- 2016 — «Аукцион Золотое Сечение». ЦСМ «М17», Киев, Украина.
- 2017 — «Аукцион Золотое Сечение». Aукционный дом «Золотое Сечение», Киев, Украина.[3]
- 2018 — «ART PRICE BATTLE». Aукцион искусства, «Карась-Галерея», Киев, Украина.

## Галерея

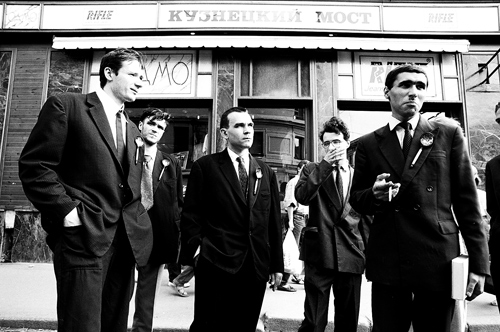
Акция «Футуристы выходят на Кузнецкий». Кузнецкий мост, Москва, 1993.